# New Zealand Open 2011
Die New Zealand Open 2011 im Badminton fanden vom 30. März bis zum 3. April 2011 in North Harbour statt.

## Sieger und Platzierte
| Disziplin    | Gold                                     | Silber                         | Bronze                             |
| ------------ | ---------------------------------------- | ------------------------------ | ---------------------------------- |
| Herreneinzel | Riichi Takeshita                         | Wong Wing Ki                   | Muhammad Hafiz Hashim              |
| Herreneinzel | Riichi Takeshita                         | Wong Wing Ki                   | Tommy Sugiarto                     |
| Dameneinzel  | Sayaka Sato                              | Gu Juan                        | Yip Pui Yin                        |
| Dameneinzel  | Sayaka Sato                              | Gu Juan                        | Zhu Lin                            |
| Herrendoppel | Danny Bawa Chrisnanta Hendra Wijaya      | Huang Po-yi Lu Chia-bin        | Chooi Kah Ming Ow Yao Han          |
| Herrendoppel | Danny Bawa Chrisnanta Hendra Wijaya      | Huang Po-yi Lu Chia-bin        | Goh V Shem Lim Khim Wah            |
| Damendoppel  | Yuriko Miki Koharu Yonemoto              | Poon Lok Yan Tse Ying Suet     | Leanne Choo Renuga Veeran          |
| Damendoppel  | Yuriko Miki Koharu Yonemoto              | Poon Lok Yan Tse Ying Suet     | Naoko Fukuman Kurumi Yonao         |
| Mixed        | Danny Bawa Chrisnanta Vanessa Neo Yu Yan | Takeshi Kamura Koharu Yonemoto | Rodrigo Pacheco Claudia Rivero     |
| Mixed        | Danny Bawa Chrisnanta Vanessa Neo Yu Yan | Takeshi Kamura Koharu Yonemoto | Anthony Dumartheray Sabrina Jaquet |